# Cynara baetica
Cynara baetica là một loài thực vật có hoa trong họ Cúc. Loài này được (Spreng.) Pau mô tả khoa học đầu tiên năm 1923.